# Пфальцграф Бургундии
Пфальцграф Бургундии — титул правителя средневекового графства Бургундия (с 1366 года — Франш-Конте), располагавшегося на территории современной французской провинции Франш-Конте. 
Первоначально правитель графства носил титул графа. Но в 1037 году император Священной Римской империи Конрад II назначил графа Рено I своим наместником (пфальцграфом) Бургундии. В результате этот титул закрепился за потомками Рено. После Войны за испанское наследство в 1715 году, графство было окончательно присоединено ко Франции.

## Архграфы в Верхней Бургундии
- 867—870: Эд I де Труа (ум. 871), граф Варе в 859—870 годах, граф Портуа в 867 — 870 годах, граф де Труа в 852—858 годах и в 867 — 870 годах
- 870—895: Родфруа, архграф
- 921—952: Гуго Чёрный (ок. 890 — 17 декабря 952 года), герцог Бургундии с 923/936, граф Варе и Портуа с 914 года, архграф с 921 года
- 952—956: Жильбер де Вержи (ум. 956), герцог Бургундии с 952 года, граф де Шалон с 924 года
- 956—965: Лето II (ум. 965), граф Макона с 945 года
- 965—982: Обри II (ум. до 982), граф Макона с 965 года

## Иврейская династия

Герб графства Бургундия до XIII века.

- 982—1026: Отто-Гильом (ок. 958 — 21 сентября 1026 года), граф Невера (980—989), Безансона (982—1026), Макона (982—1006), 1-й граф Бургундии с 982 года, претендент на герцогство Бургундия в 1002—1005 годах
- 1026—1057: Рено I (ок. 990 — 4 сентября 1057 года), граф Бургундии с 1027 года, сын Отто-Гильома
- 1057—1087: Гильом I Великий (ок. 1024 — 12 ноября 1087 года), граф Бургундии с 1057 года, граф Макона с 1078 года, сын Рено I
- 1087—1097: Рено II (ок. 1056—1097), граф Макона с 1085 года, граф Бургундии с 1087 года, сын Гильома I

| - 1097—1125: Гильом II Немецкий (уб. после 3 января 1125 года), граф Бургундии с 1098 года, граф Макона и Вьенна с 1097 года, сын Рено II - 1125—1127: Гильом III Дитя (ок. 1110—1127), граф Бургундии, Макона и Вьенна с 1125 года, сын Гильома II | - 1097—1102: Этьен I Храбрый(ок. 1057 — 27 мая 1102 года), граф Макона с 1085 года, граф Вьенна с 1087 года, титулярный граф Бургундии с 1097 года, сын Гильома I - 1102—1148: Рено III (ок. 1090 — 22 января 1148 года), граф Макона с 1102 года, титулярный граф Бургундии в 1102—1127 годах, граф Бургундии с 1127 года, сын Этьена I |

- 1148—1184: Беатрис I (ок. 1145 — 15 ноября 1184 года), графиня Бургундии с 1148 года, дочь Рено III

муж: Фридрих I Барбаросса

## Гогенштауфены
- 1156—1184 Фридрих I Барбаросса (1122 — 10 июня 1190 года), герцог Швабии в 1147—1155 годах, король Германии с 1152 года, король Италии в 1154—1186 годах, император Священной Римской империи с 1155 года, граф Бургундии в 1156—1184 годах, король Бургундии с 1178 года, муж Беатрисы I
- 1184—1200: Оттон I (ок. 1070—1200), граф Бургундии с 1184 года, сын Фридриха I Барбароссы и Беатрис I
- 1200—1205: Жанна I (ум. 1205), графиня Бургундии с 1200 года, дочь Оттона I
- 1205—1231: Беатрис II (ум. 1231), графиня Бургундии с 1205 года, дочь Оттона I

муж: Оттон II Меранский

## Андексская династия
- 1208—1231: Оттон II Меранский (ум. 1234), герцог Андекс-Меранский с 1204 года, граф Бургундии в 1208—1231 годах, муж Беатрис II
- 1231—1248: Оттон III (ум. 1248), граф Бургундии с 1231 года, сын Оттона II
- 1248—1279: Алиса (Адель) I (ум. 1279), графиня Бургундии с 1248 года, дочь Оттона III

1-й муж: Гуго I де Шалон
2-й муж: Филипп I Савойский

## Иврейская династия(линияШалон)
- 1248—1266: Гуго I де Шалон (ум. 1266), граф Бургундии с 1248 года, муж Алисы I

## Савойская династия
- 1266—1279: Филипп I Савойский(ум. 1285), граф Бургундии с 1248 года, епископ Валенсии в 1246—1267 годах, граф Савойский с 1268 года, муж Алисы I

## Иврейская династия(линияШалон)

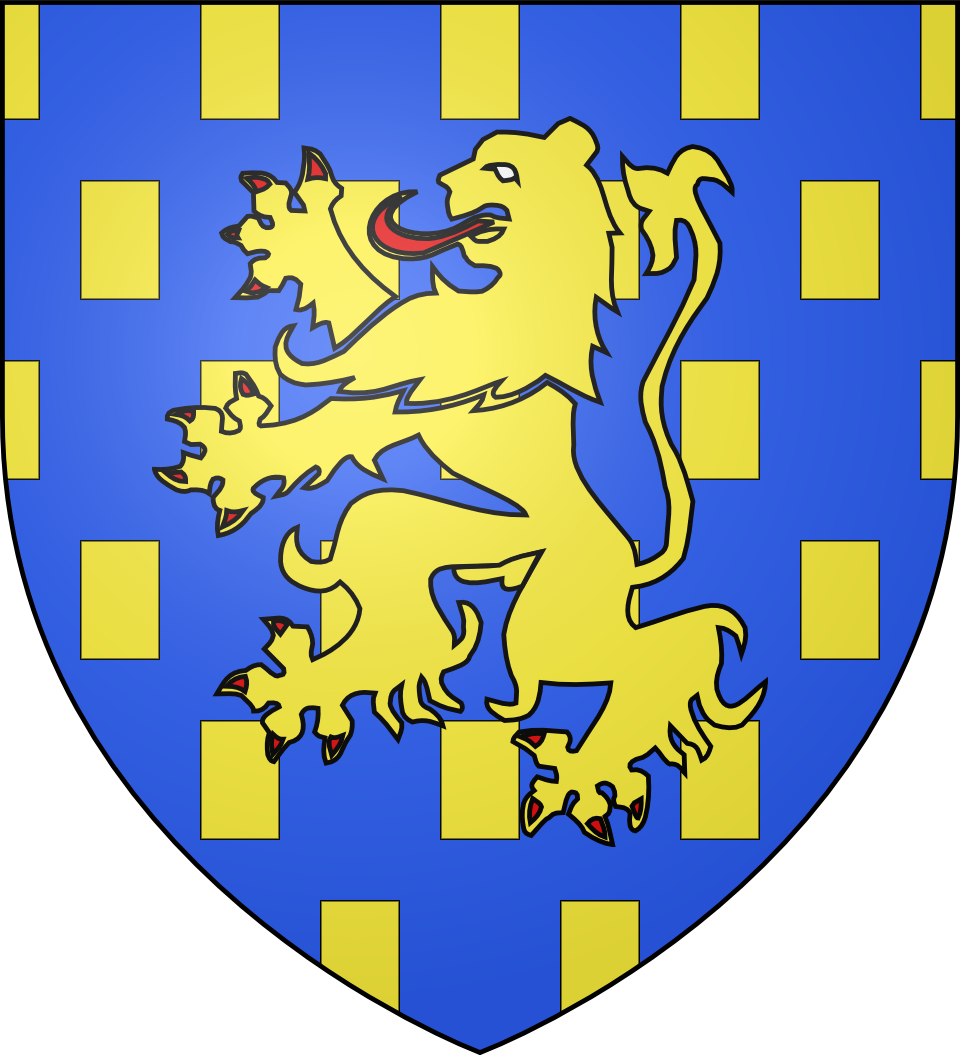
Герб графства Бургундия, введенный графом Оттоном IV.

- 1279—1302: Оттон IV (ум. 1303), граф Бургундии в 1279—1295 годах, титулярный граф Бургундии с 1295 года, сын Гуго I и Алисы
- 1302—1315: Роберт (ум. 1315), титулярный граф Бургундии с 1302 года, сын Оттона IV
- 1314—1330: Жанна II (ум. 1330), графиня Бургундии с 1314 года, графиня Артуа (Жанна I) с 1329 года, дочь Оттона IV

муж: Филипп II Длинный

## Капетинги
- 1314—1322: Филипп II Длинный, граф Бургундии с 1314 года, король Франции (Филипп V) с 1316 года, муж Жанны II
- 1330—1347: Жанна III (ум. 1347), графиня Бургундии и Артуа (Жанна II) с 1330 года

муж: Эд II

## Старший Бургундский дом
- 1330—1347: Эд II, (ок. 1295—1350), герцог Бургундии (Эд IV) с 1315 года, граф Бургундии и Артуа в 1330—1347 годах
- 1347—1361: Филипп III Руврский (1346—1361), герцог Бургундии (Филипп I) с 1350 года, граф Бургундии и Артуа с 1347 года, граф Оверни и Булони с 1360 года, внук Эда и Жанны

## Капетинги
- 1361—1382: Маргарита I (1310—1382), графиня Бургундии и Артуа с 1361 года, дочь Жанны II

## Дом Дампьер
- 1382—1383: Людовик I Мальский (1330—1384), граф Фландрии (Людовик II), Невера ((Людовик III)) и Ретеля (Людовик II) с 1346 года, граф Бургундии и Артуа с 1382 года, сын Маргариты I
- 1383—1405: Маргарита II Дампьер (1350—1405), дочь Людовика Мальского

## Династия Валуа,Младший Бургундский дом
- 1384—1404 : Филипп IV Храбрый (1342—1404), герцог Бургундии (Филипп II) с 1363 года, муж Маргариты II
- 1405—1419 : Жан I Бесстрашный (1371—1419), герцог Бургундии с 1404 года, граф Бургундии и Артуа с 1405 года, граф Невера в 1384—1404 годах, сын Филиппа II
- 1419—1467 : Филипп V Добрый (1396—1467), герцог Бургундии, граф Бургундии и Артуа с 1419 года, маркграф Намюра с 1429 года, герцог Брабанта и Лимбурга с 1430 года, граф Геннегау, Голландии и Зеландии с 1432 года, герцог Люксембурга с 1443 года, сын Жана I
- 1467—1477 : Карл I Смелый (1433—1477), герцог Бургундии, Брабанта, Лимбурга, Люксембурга, граф Бургундии, Артуа, Геннегау, Голландии, Зеландии, маркграф Намюра с 1467 года, герцог Гелдерна c 1473 года, сын Филиппа III
- 1477—1482 : Мария I (1457—1482), герцогиня Бургундии, Брабанта, Лимбурга, Люксембурга, Гелдерна, графиня Бургундии, Артуа, Геннегау, Голландии, Зеландии, маркграфиня Намюра, дочь Карла I

муж: император Максимилиан I

## Габсбурги
- 1477—1482 : Максимилиан I (1459—1519), император Священной Римской империи с 1486 года, эрцгерцог Австрии, герцог Штирии, Каринтии и Крайны (1493—1519), муж Марии Бургундской
- 1482—1506 : Филипп VI Красивый (1478—1506), король Кастилии c 1504 года (Филипп I), герцог Бургундии и пр. с 1482, сын Максимилиана I и Марии Бургундской
- 1506—1555 : Карл II (1500—1558), император Священной Римской империи (Карл V) в 1519—1555 годах, король Испании (Карл I) в 1516—1556 годах, эрцгерцог Австрии, герцог Штирии, Каринтии и Крайны, граф Тироля в 1519—1521 годах, герцог Бургундии и пр. в 1506—1555 годах, сын Филиппа I
- 1555—1598 : Филипп VII (1527—1598), король Испании (Филипп II) с 1556 года, король Португалии, герцог Бургундии и пр. с 1555 года, сын императора Карла V
- 1598—1621 : Изабелла Клара Евгения (1566—1633), герцогиня Брабанта, Лимбурга, Гелдерна и Люксембурга, графиня Бургундии, Артуа, Геннегау, маркграфиня Намюра с 1598 года, дочь короля Филиппа II
  - 1598—1621 : Альбрехт Австрийский (1559—1621), муж Изабеллы;
- 1621—1665 : Филипп VIII (1605—1665), король Испании (Филипп IV), герцог Брабанта и пр. с 1621 года, король Португалии в 1621—1640 годах, внук короля Филиппа II
- 1665—1678 : Карл III (1661—1700), король Испании (Карл II), герцог Брабанта и пр., сын короля Филиппа IV

- 1678—1683 : Мария-Терезия Австрийская (1638—1683), дочь короля Филиппа IV, Франш-Конте перешло к ней и её мужу по Нимвегенскому миру

## Бурбоны
- 1678—1715 : Людовик II (1638—1715), король Франции (Людовик XIV), король Наварры, муж Марии-Терезы Австрийской, племянник короля Филиппа IV